# Plannja AB
Plannja AB är en svensk koncern som tillverkar byggplåtprodukter. Plannja är ett varumärke inom Ruukki Construction som ingår SSAB-koncernen.
Bland produkterna finns vägg- och takprofiler, takpannor, takavvattning, takskydd, planplåt, väggkassetter, armerings/formplåt mm. Huvudkontoret ligger i Järnforsen i Hultsfreds kommun, fabriker finns i Järnforsen och Landsbro. Plannja har 597 anställda och omsatter ca 160 miljoner euro.
Plannja Steinwalls är ett dotterbolag i Plannja och har sin verksamhet i Landsbro. Företaget har ca 85 anställda och omsätter knappt 200 miljoner kronor.
Plannja är ett dotterbolag till SSAB och ingår sedan 30 juli 2014 i SSAB:s division Ruukki Construction med huvudkontor i Helsingfors.
Plannja AB var huvudsponsor till basketlaget Plannja Basket fram till den 4 juni 2010.

## Historia
Plannja startade 1967 som en division inom Norrbottens Järnverk AB (NJA) i Luleå, som senare blev en del av SSAB. 
1977 ombildades divisionen till dotterbolaget Plannja AB. 
De senaste årtiondena har Plannja köpt flera byggproduktsföretag i Europa.[källa behövs]

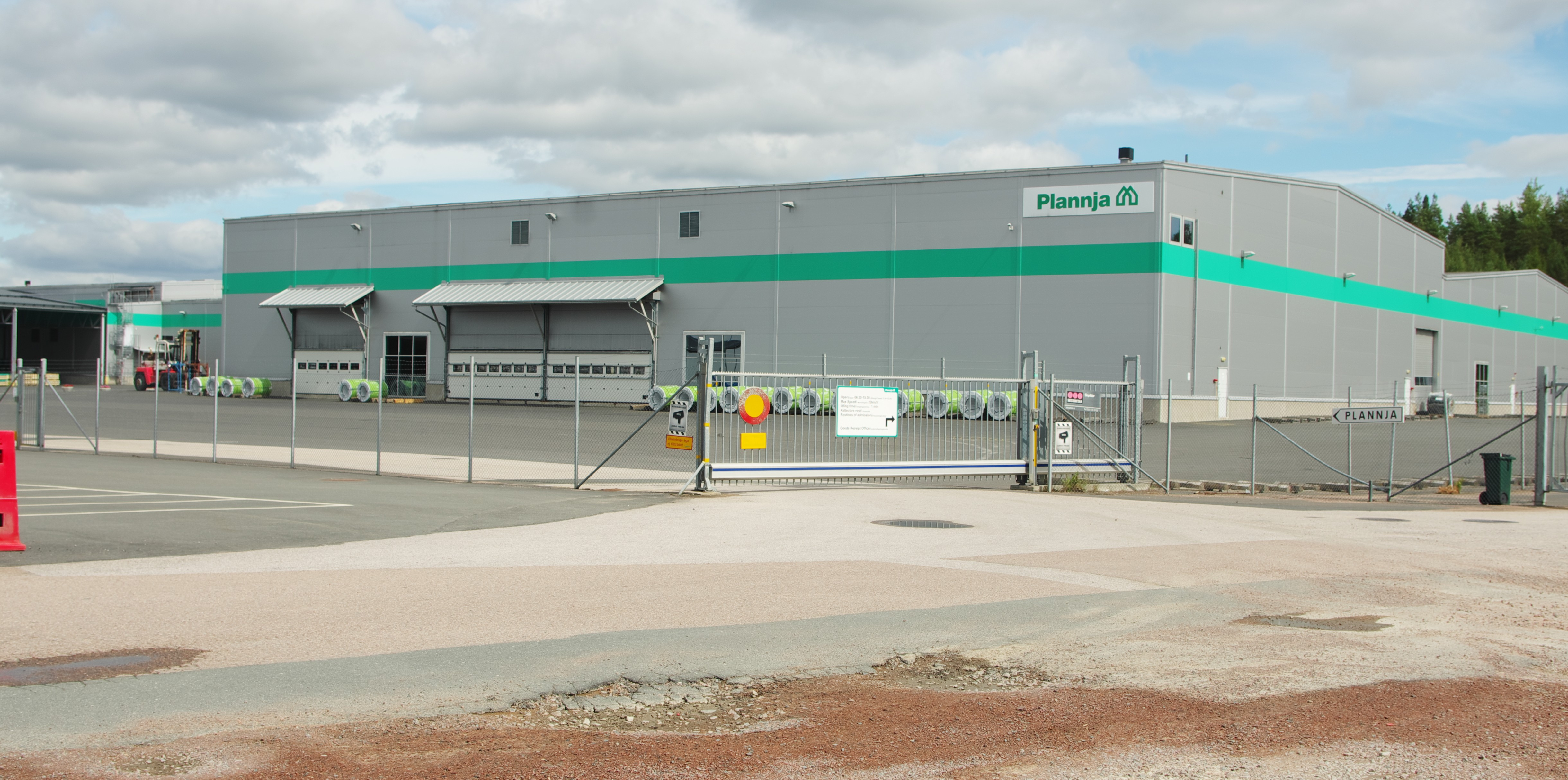
Plannjas fabrik i Järnforsen 2016.

Efter SSAB:s uppköp av Ruukki ingår Plannja i Ruukki Construction sedan sommaren 2014.